# Tonnerre (L9014)
«Тонер» (фр. Tonnerre (L9014) — військовий корабель, універсальний десантний корабель-вертольотоносець класу «Містраль» ВМС Франції.

## Історія створення
«Тонер» був закладений 26 серпня 2003 року. Спущений на воду 26 липня 2005 року, 1 серпня 2007 року увійшов до складу ВМС Франції. Носову частину побудувала компанія Alstom Marine-Chantiers de l'Atlantique у Сен-Назері, а кормову частину побудувала компанія Arsenal de Brest у Бресті. Остаточне складання проходило на Брестському суднобудівному заводі.

## Історія служби
Перше плавання «Тонера» відбулося з 10 квітня по 24 липня 2007 року. Під час цього плавання «Тонер» брав участь в операції «Єдиноріг», французькій складової операції ООН у Кот-д'Івуарі після громадянської війни в цій країні. Вертольоти «Газель» і «Кугар» французьких ПС почали діяти з корабля з 9 липня.
На початку 2008 року «Тонер» брав участь у місії «Корумбе-92», гуманітарній місії в Гвінейській затоці. Під час цієї місії «Тонер» діяв за повідомленнями Європейського морського аналітичного центру боротьби з наркотиками та перехопив 5,7 тонни контрабандного кокаїну.
У травні 2011 року французькі військові розмістили на кораблі вертольоти «Тигр» і «Газель» для посилення сил, які брали участь в операції «Гарматтан», а пізніше в операції «Юніфайд Протектор» у ході громадянської війни в Лівії. Французький флот діяв разом із кораблями союзників, такими як британський вертольотоносець «Оушн», з якого діяли власні ударні вертольоти.
У 2020 році «Тонер» було відправлено в Бейрут, невдовзі після вибуху аміачної селітри в міському порту, у результаті якого загинуло близько 200 людей і було спричинено значних руйнувань, зокрема втрату головного зернового елеватора країни. Корабель прибув до Бейрута 13 серпня з «75 000 армійських пайків, великою кількістю борошна, [і] медичних засобів», а також пожежними автомобілями та будівельними матеріалами. Близько 350 працівників флоту та допоміжних організацій допомагали у очищенні руйнацій навколо порту.
У 2021 році «Тонер» відправився в Тихий океан у супроводі фрегата «Сюркуф» для проведення спільних військово-морських навчань «Ле Перо» за участю чотирьох учасників Чотиристороннього діалогу з безпеки. З 18 листопада по 2 грудня 2021 року «Тонер» брав участь у навчаннях «Поларіс-21» у західній частині Середземного моря. Наприкінці 2022 року корабель брав участь з фрегатом «Жерміналь» в антипіратських операціях у Гвінейській затоці.
У жовтні 2023 року «Тонер» було відправлено в якості госпітального корабля в Східне Середземномор'я під час війни Ізраїлю та ХАМАСом у 2023 році, приєднавшись до фрегатів «Ельзас» і «Сюркуф», які також були дислоковані в цьому регіоні.
У 2024 році «Тонер» у супроводі фрегата «Гепрате» отримав завдання здійснити тривалий похід в обхід Південної Америки, а також відвідати Північну Америку. У рамках свого походу корабель повинен був взяти на борт 162 офіцерів-кадетів і загін французької армії, включаючи два гелікоптери «Газель», два взводи легкої (броньованої) кавалерії, одну секцію 2-го полку морської піхоти, а також інші елементи, включаючи близько 40 транспортних засобів, серед яких багатоцільові бронетранспортери VBMR Griffon.